# Festival (EP)
Festival je první EP české rockové skupiny Synkopy 61. Vydáno bylo v roce 1972 vydavatelstvím Panton (katalogové číslo 08 0248) na sedmipalcové gramofonové desce s netypickou rychlostí 33 a 1/3 otáček za minutu. Na album byly zařazeny písně nahrané v letech 1971 a 1972 s jedinou výjimkou, kterou je skladba „Žárlivá dívka“. Tu Synkopy na koncertech hrály již ve druhé polovině 60. let, přičemž její studiová nahrávka pochází z roku 1967.
Na CD vyšlo album poprvé v roce 2008 na kompilaci Festival-Xantipa-Formule 1.

## Seznam skladeb
Texty napsal(i) Milan Hanák, pokud není uvedeno jinak.
| Strana 1 | Strana 1         | Strana 1        | Strana 1 | Strana 1 |
| Pořadí   | Název            | Hudba           | Text     | Délka    |
| -------- | ---------------- | --------------- | -------- | -------- |
| 1.       | Festival         | Davis           | Směja    | 2:59     |
| 2.       | Pár týdnů        | Směja           |          | 2:56     |
| 3.       | Chci děvče stálý | Rybář           |          | 2:56     |
| 4.       | Ďáblova známá    | Blakley, Hawkes |          | 2:25     |

| Strana 2       | Strana 2       | Strana 2       | Strana 2          | Strana 2 |
| Pořadí         | Název          | Hudba          | Text              | Délka    |
| -------------- | -------------- | -------------- | ----------------- | -------- |
| 1.             | Lady Godiva    | Veselý         |                   | 3:56     |
| 2.             | Bytost podivná | Směja          |                   | 3:49     |
| 3.             | Žárlivá dívka  | Veselý         | František Jemelka | 2:14     |
| Celková délka: | Celková délka: | Celková délka: | Celková délka:    | 20:57    |

## Obsazení
- Synkopy 61
  - Petr Směja – kytara, vokály
  - Pavel Pokorný – elektronické varhany, kytara, housle, vokály, zpěv (ve skladbě „Ďáblova známá“)
  - Jan Čarvaš – baskytara, vokály
  - Jiří Rybář – bicí, vokály, zpěv (ve skladbě „Chci děvče stálý“)
  - Michal Polák – zpěv, vokály, harmonika, kytara
- Hosté
  - Oldřich Veselý – vokály